# 波耶納里德穆斯切爾鄉
45°10′N 25°5′E / 45.167°N 25.083°E
波耶納里德穆斯切爾鄉（羅馬尼亞語：Comuna Poienarii de Muscel, Argeș），是羅馬尼亞的鄉份，位於該國中南部，由阿爾傑什縣負責管轄，面積39平方公里，海拔高度593米，2007年人口3,574，人口密度每平方公里93人。